# Краснопевцев, Семён Александрович
Краснопевцев, Семён Александрович (1896—1954) — советский военачальник, гвардии генерал-полковник артиллерии (1944).

## Биография
В 1915 году окончил Константиновское военное училище, участвовал в Первой мировой войне; подпоручик.

### Гражданская война
В 1918 году вступил в РККА, был назначен командиром взвода. Участник Гражданской войны. В 1920 году участвовал в советско-польской войне, командовал батареей, затем дивизионом, полком.

### Между войнами
После войны, в 1926 году С. А. Краснопевцев окончил КУКС, с ноября 1926 года — помощник командира 11-го полевого тяжелого артиллерийского полка по строевой части, с ноября 1928 года — помощник командира 16-го корпусного артиллерийского полка, в 1932 году окончил Академию им. Фрунзе, с июня 1933 года — помощник начальника артиллерии 7-го стрелкового корпуса. С мая 1934 года — старший руководитель кафедры артиллерии, с января 1937 года — старший преподаватель кафедры вооружения и техники Академии им. Фрунзе. Во время Советско-финской войны, с декабря 1939 года — старший помощник начальника артиллерии 13-й армии. После войны, в 1940 году он был назначен заместителем командующего 2-го корпуса ПВО. С 1940 года — член ВКП(б).

### Великая Отечественная война

Могила Краснопевцева на Богословском кладбище Санкт-Петербурга.

С началом Великой Отечественной войны, в июле 1941 года С. А. Краснопевцев стал командующим артиллерией Лужской оперативной группы, с июля 1941 года — начальник штаба артиллерии Северного фронта, с сентября 1941 года — начальник штаба артиллерии Ленинградского фронта, с ноября 1941 года — командующий артиллерией 8-й армии, участвовал в Ленинградской стратегической оборонительной операции. С апреля 1942 года — командующий артиллерией Северо-Кавказского направления (с мая 1942 года — Северо-Кавказского фронта), участвовал в Битве за Кавказ. С ноября 1942 года — командующий артиллерией 2-й гвардейской армии Южного фронта, участвовал в Сталинградской битве. С марта 1943 года — командующий артиллерией Южного фронта (с 20 октября 1943 года — 4-й Украинский фронт), участвовал в Донбасской операции, Битве за Днепр, Никопольско-Криворожской наступательной операции, Крымской операции. С мая 1944 года — командующий артиллерией 3-го Прибалтийского фронта, участвовал в Тартуской и Прибалтийской операциях. С. С. Бирюзов вспоминал: 

Я знал его ещё в то время, когда учился в академии. Он преподавал нам курс артиллерии и по праву считался большим мастером своего дела.
В период совместной службы на Южном фронте мне довелось ещё раз убедиться в этом, а также в изумительной храбрости Семена Александровича. Но не любил он по-настоящему заниматься штабными делами, вникать в документы. Помнится, спрашиваю я его однажды:

— Как у вас планируется артиллерийское наступление?

Он только плечами пожал:

— Там, в штабе, что-то делается. Вам доложит начальник штаба артиллерии, а я, прошу извинить, тороплюсь в войска…

Ф. И. Толбухин не раз сетовал:

— Что это у нас за командующий артиллерией? Уедет в полки, да ещё в противотанковые, и живёт там днями. Когда бы его ни вызывал, все нет на месте. Такая непоседливость для начальника артиллерии фронта не всегда уместна.— Бирюзов С. С. Когда гремели пушки

### После войны
После войны С. А. Краснопевцев командовал артиллерией Киевского военного округа, был начальником штаба артиллерии и заместителем командующего артиллерией Советской Армии, затем командующим артиллерией Ленинградского военного округа.
Умер 25 апреля 1954 года, похоронен в Ленинграде на Богословском кладбище.

## Воинские звания
- Полковник (5.12.1935);
- Комбриг (05.02.1939);
- Генерал-майор артиллерии (04.06.1940);
- Генерал-лейтенант артиллерии (07.06.1943);
- Генерал-полковник артиллерии (03.04.1944).

## Награды
За время службы С. А. Краснопевцев был удостоен наград:
- Два Орден Ленина (10.11.1941; 21.02.1945);
- Четыре Ордена Красного Знамени (07.04.1940; 16.05.1944; 03.11.1944; 24.06.1948);
- Орден Богдана Хмельницкого 1-й степени (11.02.1944);
- Орден Суворова 2-й степени (22.12.1943);
- Орден Кутузова 2-й степени (31.03.1943);
- Орден Красной Звезды (05.02.1939);
- медаль «За отвагу» (26.01.1940);
- Медаль «За оборону Севастополя» (22.12.1942);
- Медаль «За оборону Сталинграда» (22.12.1942);
- Медаль «За оборону Ленинграда» (22.12.1942);
- Ряд других медалей СССР.

## Сочинения
- Артиллеристы. — М.: «Молодая гвардия», 1939. (сборник)
- Артиллерия в основных видах боя (корпус, дивизия, полк). — М.: «Воениздат», 1940. (коллектив авторов)
- Артиллерия механизированных соединений // Военная мысль. 1938. № 1.
- Ещё о постановке задач артиллерии // Красная звезда. 1938. 21 апреля.
- Артиллерия при подавлении глубины обороны // Красная звезда. 1938. 24 июня.
- Артиллерия при преодолении полосы заграждения // Красная звезда. 1940. 18 июня.
- Об организации огневого вала // Красная звезда. 1941. 3 января.
- Взаимодействие артиллерии с авиацией при прорыве оборонительной полосы // Военная мысль. 1941. № 1.